# Michał Adamczyk
Michał Adamczyk (ur. 16 marca 1972 w Gdyni) – polski dziennikarz, w 2023 dyrektor Telewizyjnej Agencji Informacyjnej, w latach 2024–2025 dyrektor programowy telewizji wPolsce24.

## Życiorys
Absolwent studiów ekonomicznych na Uniwersytecie Gdańskim.
Pierwsze kroki w pracy dziennikarza stawiał Radiu Plus.  Karierę w telewizji rozpoczął w redakcji Polonii 1, a następnie w TVN, gdzie w latach 1997–1999 pracował jako gdański korespondent TVN Faktów i prezenter lokalnego wydania TVN Fakty Północ. W 2001 przeszedł do TV Puls, gdzie był dziennikarzem i prowadzącym Wydarzenia.

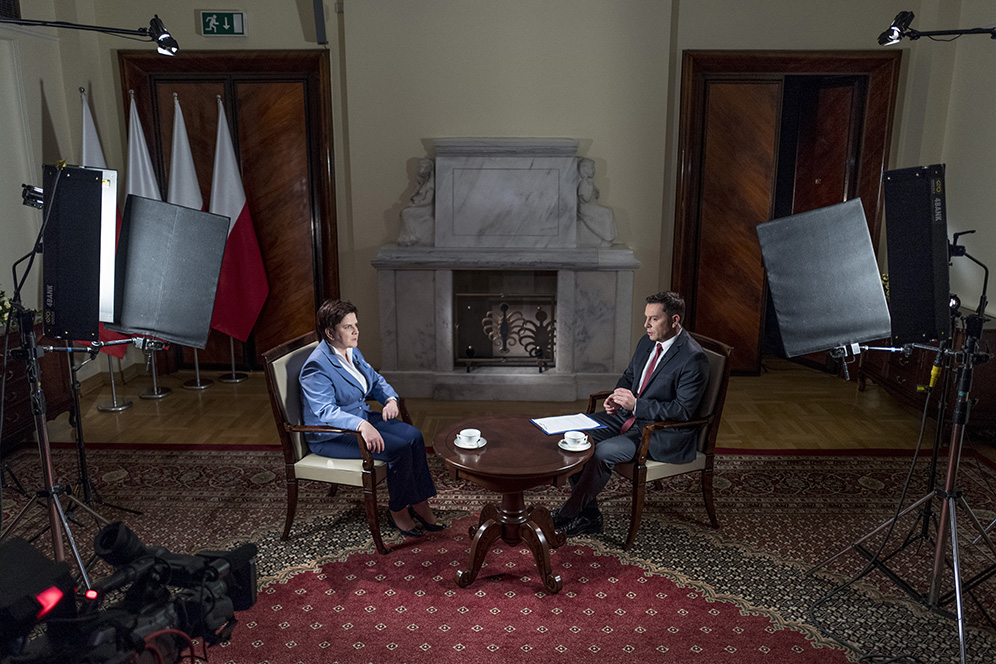
Premier Beata Szydło i Michał Adamczyk podczas nagrywania programu Dziś wieczorem (2016)

Pod koniec 2001 rozpoczął współpracę z TVP. Początkowo pracował jako reporter Wiadomości, od lipca 2003 również jako prezenter wydania porannego, południowego i popołudniowego, a od sierpnia 2004 także wieczornego. W październiku 2004 został prowadzącym wydania głównego Wiadomości. W związku z wyjazdem na Antarktydę w grudniu 2004 został odsunięty od prowadzenia wieczornego wydania serwisu. Od końca grudnia 2005 do października 2006 prowadził program reporterski TVP1 Na celowniku. Od 24 lutego do 16 września 2006 prowadził serwis informacyjny Teleexpress. Od listopada 2006 do 2009 był korespondentem TVP w Brukseli. W lutym 2011 wrócił do redakcji Wiadomości, jako gospodarz bocznych i głównych wydań. W TVP Info został prowadzącym rozmów po Wiadomościach – do 15 listopada 2016 w programie Dziś wieczorem, następnie w programie Gość Wiadomości. W styczniu 2016 ponownie został jednym z prowadzących główne wydanie Wiadomości. W tym samym roku został prowadzącym programy TVP1 Debata i Polityka przy kawie w TVP1 oraz audycji Z drugiej strony i Bez retuszu w TVP Polonia. Prowadził także m.in. programy w TVP Info: Info Dziennik, Poranek Info, Serwis Info, Panorama Info i Strefa starcia oraz magazyn Godzina po godzinie. Od 25 kwietnia do 21 grudnia 2023 był dyrektorem Telewizyjnej Agencji Informacyjnej. Od 2 września 2024 związany z telewizją wPolsce24, gdzie jest jednym z prowadzących programów, takich jak Wiadomości wPolsce24 oraz rozmowy publicystycznej Gość Wiadomości wPolsce24. Obie audycje są nadawane codziennie w paśmie wieczornym. Od października 2024 do sierpnia 2025 był dyrektorem programowym tej stacji. Od 27 października tego samego roku jest także gospodarzem debaty Strefa Starcia Michała Adamczyka, która jest nadawana w niedzielne wieczory i odbywa się z udziałem publiczności.

### Życie prywatne
W latach 2006–2007 był mężem dziennikarki Agnieszki Piechurskiej, z którą ma córki-bliźniaczki.

## Kontrowersje
7 września 2023 portal Onet.pl ujawnił, że w 2001 Prokuratura Rejonowa w Toruniu oskarżyła Adamczyka o pobicie kobiety, kierowanie w jej stronę gróźb pozbawienia życia, popełnienia przestępstw na szkodę pokrzywdzonej lub jej najbliższych, oraz kradzież tysiąca złotych. W styczniu 2002 sąd stwierdził, że „sprawstwo i wina oskarżonego nie budzą wątpliwości i zostały potwierdzone dowodami zebranymi w sprawie”, ale warunkowo ją umorzył, oceniając, że „istnieje pozytywna prognoza co do tego, że będzie przestrzegał porządku prawnego”. Adamczyk w oświadczeniu wydanym po nagłośnieniu sprawy stwierdził, że z kobietą jedynie łączyła go znajomość i zaprzeczył, że dopuścił się wobec niej pobicia i gróźb pozbawienia życia. Po publikacji artykułu Adamczyk został pilnie zdjęty z wizji.
W latach 2016–2023 instytucje i agencje informacyjne wskazywały skrajne upolitycznienie się stacji informacyjnych TVP, w tym głównego wydania Wiadomości, których prowadzącym od 2016 był Adamczyk. Rada Języka Polskiego wskazała, że 75 proc. spośród nieco ponad 300 „pasków” pokazanych w głównym wydaniu „Wiadomości” TVP w latach 2016-2017 nie pełniło funkcji informacyjnej, tylko perswazyjną, kreacyjną i ekspresywną. 
Od 2023 sam zajął się produkcją Wiadomości TVP, stając na czele Telewizyjnej Agencji Informacyjnej. Tym samym, razem z Samuelem Pereirą i Marcinem Tulickim, odpowiadał bezpośrednio przez ponad pół roku za polaryzujące treści TVP1 i TVP Info. Na upolitycznienie przekazu wskazywały badania zamawiane przez Krajową Radę Radiofonii i Telewizji już w 2019. Po odwołaniu rad nadzorczych i prezesów spółek – TVP S.A., Polskiego Radia S.A. i Polskiej Agencji Prasowej S.A. – przez ministra kultury, Adamczyk i pozostali dyrektorzy TAI nie uznali odwołań ze swoich stanowisk, wydawali polecenia podległym pracownikom i starali się dotrzeć do odbiorców TVP Info poprzez m.in. publikowanie treści na profilu TVP Info w serwisie X i próbę nadania Wiadomości w TV Republika, poza tym nie chcieli wpuścić nowego prezesa i pracowników spółki do siedziby TVP. 
26 grudnia 2023 został powołany przez Radę Mediów Narodowych na stanowisko Prezesa Zarządu Spółki Telewizja Polska S.A, jednak dokument ten nie wywołał żadnych realnych skutków, bo zarządzaniem TVP zajęli się menedżerowie wybrani przez nową radę nadzorczą, powołaną przez ministra kultury i dziedzictwa narodowego Bartłomieja Sienkiewicza (sprawującego nadzór właścicielski z ramienia Skarbu Państwa nad spółkami mediów publicznych) na podstawie przepisów Kodeksu spółek handlowych. Postanowieniem z 18 kwietnia 2024 Sąd Rejonowy dla m.st. Warszawy umorzył postępowanie w sprawie wniosku Adamczyka o jego wpisanie do Krajowego Rejestru Sądowego jako prezesa zarządu TVP, uznając że wobec skutecznego otwarcia likwidacji i wpisania Daniela Gorgosza jako likwidatora Spółki, wszelki spór korporacyjny został zakończony. Mimo to Michał Adamczyk nadal utrzymuje, że to on jest prezesem zarządu TVP. Swojego stanowiska nie zmienił pomimo nawiązania od 2 września 2024 współpracy z telewizją wPolsce24 – oświadczył, że wystąpił o zgodę na dodatkowe zatrudnienie i wejście w skład kierownictwa tej telewizji, ale nie do rady nadzorczej TVP w likwidacji z Piotrem Zemłą jako przewodniczącym, tylko do poprzedniej rady, której przewodniczył Maciej Łopiński, bo tylko ją uznaje za legalną. W stenogramie z posiedzenia sejmowej Komisji Łączności z Polakami za Granicą z 8 maja 2024 określany jest jako były prezes TVP; podczas tego posiedzenia były minister kultury i dziedzictwa narodowego Piotr Gliński przedstawił biorącego w nim udział Adamczyka jako jedynego legalnego prezesa TVP. Jako raz prezesa, a raz byłego prezesa TVP określa go również Stowarzyszenie Dziennikarzy Polskich; tak był też przedstawiany w materiałach zapowiadających konferencję prasową zorganizowaną przez SDP w rocznicę postawienia mediów publicznych w stan likwidacji, poświęconą tym wydarzeniom.
2 kwietnia 2024 do Prokuratury Okręgowej w Warszawie wpłynęło zawiadomienie złożone przez likwidatora TVP S.A. Daniela Gorgosza o podejrzeniu popełnienia przez Adamczyka przestępstwa polegającego na próbie otwarcia rachunku bankowego w jednym z banków na rzecz spółki Telewizja Polska S.A. Według Gorgosza, Krajowa Rada Radiofonii i Telewizji miała planować przelanie na to konto kwoty ponad 100 mln zł pochodzących prawdopodobnie z abonamentu radiowo-telewizyjnego, czemu z kolei zaprzecza przewodniczący KRRiTV Maciej Świrski. 21 czerwca 2024 prokuratura wszczęła śledztwo ws. próby nielegalnego otwarcia konta na rzecz TVP S.A. przez Adamczyka. 
16 grudnia 2024 Sąd Okręgowy w Warszawie odrzucił w całości pozew Adamczyka przeciwko TVP, w którym domagał się on uchylenia lub uznania za nieważne uchwał Ministra Kultury i Dziedzictwa Narodowego, który 19 grudnia 2023  na Walnym Zgromadzeniu Spółki wykonywał uprawnienia właścicielskie. Na podstawie tych uchwał odwołano ówczesne władze TVP, w tym prezesa Mateusza Matyszkowicza oraz członków Rady Nadzorczej, a powołano nowych. Sąd w uzasadnieniu wyroku wskazał na brak legitymacji czynnej powoda do złożenia powództwa w tej sprawie, co było zgodne ze stanowiskiem prezentowanym przez TVP. Spółka wskazywała m.in., że Adamczyk nigdy nie został skutecznie powołany na prezesa zarządu Telewizji Polskiej, a Rada Mediów Narodowych nie ma zakorzenionych w ustawie zgodnej z Konstytucją Rzeczypospolitej Polskiej uprawnień do powoływania członków rad nadzorczych i zarządów telewizji publicznej. Uchwała podjęta 26 grudnia 2023 nie wywoływała zatem skutku w postaci powołania powoda na stanowisko prezesa zarządu Telewizji Polskiej.
4 marca 2025 Rada Mediów Narodowych (RMN) w nowym składzie uchyliła uchwałę poprzedniego składu Rady Mediów Narodowych (RMN) powołującą Michała Adamczyka na prezesa TVP i Tomasza Owsińskiego na członka zarządu TVP.